# Magistrates' court (Inghilterra e Galles)

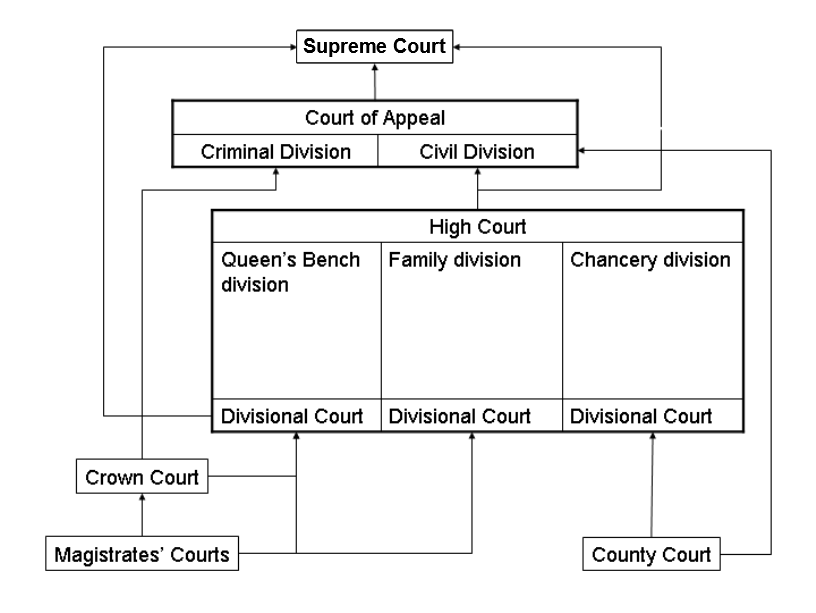
Organizzazione dei tribunali in Inghilterra e Galles

La magistrates' court (letteralmente, "Corte dei magistrati") è la corte più bassa del sistema giudiziario in Inghilterra e Galles.
Per quanto riguarda i casi penali, la magistrates' court (precedentemente nota come "police court") è progettata per giudicare rapidamente i reati minori, i reati più gravi vengono deferiti alla Crown court.

## Struttura
La Magistrates court è composta da almeno due, per lo più tre giudici laici, i cosiddetti magistrates (dal latino magister "capo") o justices of the peace ("giudici di pace"), di cui ce ne sono circa 30.000 in tutta l'Inghilterra e il Galles di solito sono scelti tra i dignitari locali e un Clerk to the Justices è lì per consigliarli come avvocato. Nelle grandi città ci sono i District Judges (ex stipendiary magistrates).

## Compiti
La Magistrates' court opera nel diritto penale. I reati gravi, i cosiddetti reati indicibili, devono essere perseguiti dalla Crown court. In base al diritto civile, siede come tribunale per i procedimenti familiari e decide principalmente in materia di alimenti e custodia. L'azione penale per i procedimenti dinanzi alla Crown court è condotta dal Crown Prosecution Service.